# Кетилари
Кетилари (груз. კეთილარი) — село в Грузии, на территории Абашского муниципалитета края (мхаре) Самегрело-Верхняя Сванетия.

## География
Село находится в западной части Грузии, на левом берегу реки Риони, на расстоянии приблизительно 4 километров (по прямой) к юго-западу от города Абаша, административного центра муниципалитета. Абсолютная высота — 16 метров над уровнем моря.

## Население
По результатам официальной переписи населения 2014 года в Кетилари проживало 377 человек (189 мужчин и 188 женщин). В национальном составе грузины составляли 99,7 %.
| Год  | Население, человек |
| ---- | ------------------ |
| 2002 | 485                |
| 2014 | ↘ 377              |